# City Express
City Express var ett tåg i Sverige under 1980-talet. Tåget var på sin tid SJ:s exklusivaste tåg. Tåget hade premiär 23 februari 1983. City Express innehöll de första åren endast 1:a klass-vagnar och restaurangvagn. City Express ska inte förväxlas med InterCity som är ett vanligare tåg.

## Historia
Tåg med enbart första klass är något som ej är alltför vanligt förekommande, några länder i övriga Europa gick Trans-Europ-Express (TEE) på flera linjer, dock inte till Sverige. Statens järnvägar (SJ) lanserade första klasståget "City Express" med premiär den 28 februari 1983. Tåget var ett av fyra standarder som SJ hade tänkt sig i den tidens fjärrtågtrafik, City Express skulle gå på de största linjerna måndag-torsdag och var avsett för affärsresenärer, medan Intercity som introducerades 1985 var moderna, fräscha tåg i standarden under City Express medan vanliga resandetåg utgjorde basen och utöver detta skulle så kallade lågpriståg gå vid veckoslut och större helger.
Med åren kom standarden på City Express att sjunka och påminde slutligen mycket om vanliga tåg. När X 2000 introducerades som SJ:s nya snabbtåg beslöt man att avskaffa City Express. Under en period under den första tiden var X 2000 inredda med endast första klassinredning, även om andraklassbiljetter gällde med vissa tillägg för flera platser. Men ganska snart infördes även vagnar med inredning för andra klass.

## Standard
City Express utgjordes under tågets första år alltid av samma tågsammansättning. Tågets dragkraft utgjordes alltid av ett Rc-lok, resandevagnarna var tre stycken A2F, samma vagnar som sedan 2011 går i Skandinaviska Jernbanors "Blå tåget". Vidare medföljde i tågets mitt en restaurangvagn littera R3F. Såväl A2F som R3F var 1960-talsvagnar och användes eftersom de ansvariga på SJ ansåg att dessa var komfortablare än de nylevererade 1980-talsvagnarna.
City Express erhöll, med ett undantag på tåg 103 vilket var eftermiddagståget Göteborg-Stockholm, högsta prioritet. Vagnarna hade innan de insattes in i City Express genomgått en omfattande uppfräschning och städades dagligen noggrant både in- och utvändigt. Ombord fanns även telefon vilket på den tiden var en stor nyhet på tåg.
Efter ett antal år skedde ett standardbyte på tågen som kom att förses med andra klass samtidigt som även 1980-talsvagnar sattes in i tågen som förutom till namnet framstod som ett Intercitytåg.

## Linjer
- Stockholm C-Göteborg C, drygt 4 timmar.
- Stockholm C-Karlstad, knappt 3 timmar.